# Straßensystem in Deutschland
Das deutsche Straßensystem wird grundsätzlich nach verschiedenen Kriterien unterteilt.

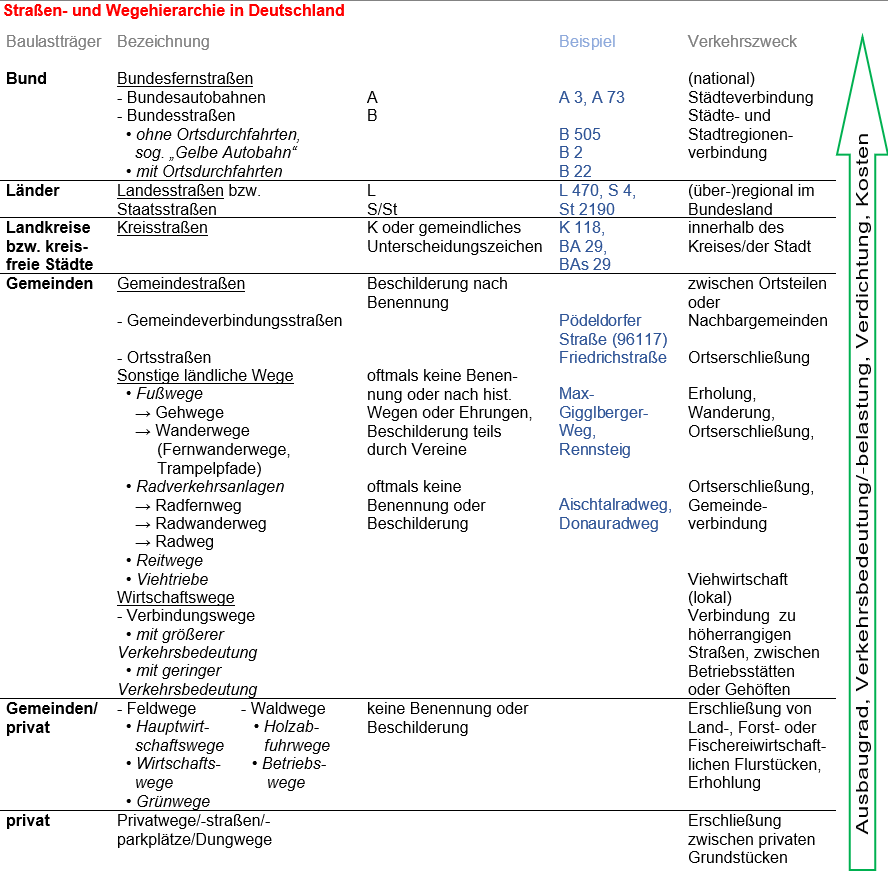
Übersicht über die Straßen- und Wegehierarchie in Deutschland

## Straßenverkehrs-Ordnung
Die Straßenverkehrs-Ordnung enthält Vorschriften und Verhaltensregeln für die Teilnahme am Straßenverkehr mit motorbetriebenen Fortbewegungsmitteln und zu Fuß (§ 1, § 2, § 24, § 25 StVO).

### Autobahn

Zeichen 330.1 – Autobahn

Die Kennzeichnung der Autobahnen erfolgt durch Zeichen 330.1 der StVO. Für Personenkraftwagen und Motorräder existiert in Deutschland keine generell festgesetzte Höchstgeschwindigkeit, sondern nur eine Richtgeschwindigkeit von 130 km/h. Dabei ist deren Überschreiten nicht verboten, wird aber wegen möglicher haftungsrechtlicher Folgen bei Unfällen nicht empfohlen. Damit ist Deutschland das einzige Land unter den entwickelten Industrienationen der Welt, in dem es prinzipiell keine staatlichen Sanktionen gegen sehr schnelles Fahren gibt.
Die Höchstgeschwindigkeit für Kraftfahrzeuge mit einem zulässigen Gesamtgewicht von mehr als 3,5 t (ausgenommen Personenkraftwagen), für Personenkraftwagen mit Anhänger, Lastkraftwagen mit Anhänger, Wohnmobile mit Anhänger und Zugmaschinen mit Anhänger sowie für Kraftomnibusse ohne Anhänger oder mit Gepäckanhänger beträgt 80 km/h. Die Höchstgeschwindigkeit für Krafträder mit Anhänger und selbstfahrende Arbeitsmaschinen mit Anhänger, für Zugmaschinen mit zwei Anhängern sowie für Kraftomnibusse mit Anhänger oder Fahrgästen, für die keine Sitzplätze mehr zur Verfügung stehen, beträgt 60 km/h. Kraftomnibusse mit einer besonderen Zulassung und Kennzeichnung dürfen ohne Anhänger 100 km/h schnell fahren.
Autobahnen dürfen nur mit Kraftfahrzeugen und Anhängern benutzt werden, die in der Ebene mehr als 60 km/h schnell fahren können (Bauartgeschwindigkeit). Andere Fahrzeuge und Fußgänger dürfen Autobahnen nicht benutzen. Abschleppen ist nur bis zur nächsten Ausfahrt erlaubt. Auf Autobahnen darf innerorts auch schneller als 50 km/h gefahren werden. Autobahnen im Sinne der Straßenverkehrs-Ordnung sind in der Regel auch Bundesautobahnen im Sinne des Bundesfernstraßengesetzes und umgekehrt. Es kann jedoch Abweichungen geben; solche Strecken unterliegen dann beispielsweise nicht der Lkw-Maut.
Autobahnen sind immer kreuzungsfrei, d. h. der Verkehr wird generell durch Auffahrten auf die Straße und durch Abfahrten von der Autobahn geleitet.

### Kraftfahrstraße

Zeichen 331.1 – Kraftfahrstraße

Kraftfahrstraßen dürfen ebenfalls nur mit Kraftfahrzeugen benutzt werden, die mindestens schneller als 60 km/h fahren dürfen (bauartbedingte Höchstgeschwindigkeit).
Auf Kraftfahrstraßen außerhalb geschlossener Ortschaften mit Fahrbahnen für beide Richtungen, die per Definition durch Mittelstreifen oder andere bauliche Einrichtungen räumlich getrennt sind, gelten die gleichen Höchstgeschwindigkeiten wie auf Autobahnen (§ 18 Abs. 5 StVO). Andernfalls gelten auf ihnen die gleichen Geschwindigkeiten wie auf nicht besonders gekennzeichneten Straßen.

### Straßen außerhalb geschlossener Ortschaften
Auf Straßen außerhalb geschlossener Ortschaften gilt:
- für Personenkraftwagen sowie für andere Kraftfahrzeuge mit einem zulässigen Gesamtgewicht bis 3,5 t 100 km/h;
- für Kraftfahrzeuge mit einem zulässigen Gesamtgewicht über 3,5 t bis 7,5 t, ausgenommen Personenkraftwagen, für Personenkraftwagen mit Anhänger und Lastkraftwagen bis zu einem zulässigen Gesamtgewicht von 3,5 t mit Anhänger und für Kraftomnibusse, auch mit Gepäckanhänger eine Höchstgeschwindigkeit von 80 km/h;
- für Kraftfahrzeuge mit einem zulässigen Gesamtgewicht über 7,5 t, für alle Kraftfahrzeuge mit Anhänger, ausgenommen Personenkraftwagen sowie Lastkraftwagen bis zu einem zulässigen Gesamtgewicht von 3,5 t und für Kraftomnibusse mit Fahrgästen, für die keine Sitzplätze mehr zur Verfügung stehen, 60 km/h.

Auf Straßen mit Fahrbahnen für eine Richtung, die durch Mittelstreifen oder sonstige bauliche Einrichtungen getrennt sind, sowie auf Straßen, die mindestens zwei durch Fahrstreifenbegrenzung (Zeichen 295) oder durch Leitlinien (Zeichen 340) markierte Fahrstreifen für jede Richtung haben, gilt statt der Beschränkung für Personenkraftwagen sowie für andere Kraftfahrzeuge mit einem zulässigen Gesamtgewicht bis 3,5 t eine Richtgeschwindigkeit von 130 km/h.

### Straßen innerhalb geschlossener Ortschaften
Innerhalb geschlossener Ortschaften gilt für Kraftfahrzeuge eine Höchstgeschwindigkeit von 50 km/h, sofern nicht durch das Vorschriftzeichen „Zulässige Höchstgeschwindigkeit“ eine größere oder kleinere Höchstgeschwindigkeit zugelassen wird. Auf Autobahnen darf auch innerhalb geschlossener Ortschaften schneller als 50 km/h gefahren werden (§ 18 Abs. 5 StVO).

### Autobahnähnliche Straßen

Zeichen 333.1 – Ausfahrt von anderen Straßen außerhalb der Autobahn

Die Aufnahme der bisher nur in Richtlinien beschriebenen autobahnähnlichen Straßen in die Verwaltungsvorschriften zur Straßenverkehrs-Ordnung erfolgte erst zum 19. Juli 2009. Hierbei handelt es sich um Straßen, die zumindest durch Kreuzungsfreiheit, getrennte Richtungsfahrbahnen und Beschilderung den Autobahnen ähneln.

## Straßenbaulastträger
Die Rechtsgrundlage ist der § 5 des Bundesfernstraßengesetzes für alle nachfolgenden Straßenkategorien.

### Bundesfernstraßen
Bundesstraßen des Fernverkehrs (Bundesfernstraßen) sind laut Bundesfernstraßengesetz (FStrG) öffentliche Straßen, die ein zusammenhängendes Verkehrsnetz bilden und einem weiträumigen Verkehr dienen oder zu dienen bestimmt sind. Es wird zwischen Bundesautobahnen und Bundesstraßen mit Ortsdurchfahrten unterschieden. Die Baulast für Bundesfernstraßen liegt (abgesehen von den unter Bundesstraßen genannten Ausnahmen bei Ortsdurchfahrten) beim Bund.

#### Bundesautobahnen

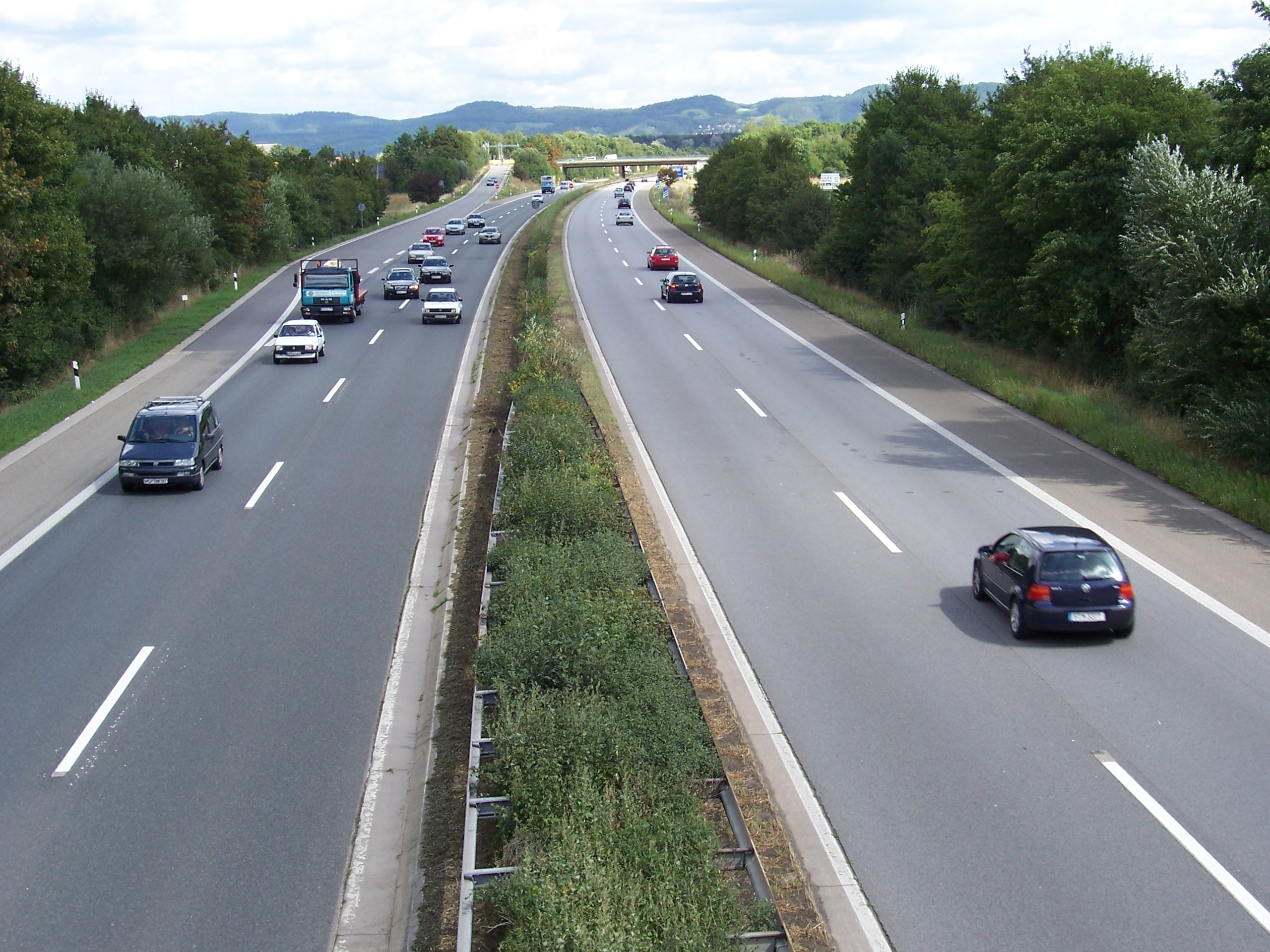
A 659 in Viernheim

Bundesautobahnen sind laut FStrG Bundesfernstraßen, die nur für den Schnellverkehr mit Kraftfahrzeugen bestimmt und so angelegt sind, dass sie frei von höhengleichen Kreuzungen und für Zu- und Abfahrt mit besonderen Anschlussstellen ausgestattet sind. Sie sollen getrennte Fahrbahnen für den Richtungsverkehr haben.
Bundesautobahnen sind in der Regel auch als Autobahnen im Sinne der Straßenverkehrs-Ordnung ausgeschildert; Ausnahmen gibt es aber beispielsweise bei Strecken, bei denen bisher nur eine Richtungsfahrbahn fertiggestellt werden konnte und die daher temporär wie eine Bundesstraße beschildert wurden. Für solche Strecken gilt dann dennoch die Lkw-Mautpflicht; dies wird durch ein entsprechendes Zeichen gekennzeichnet.

#### Bundesstraßen

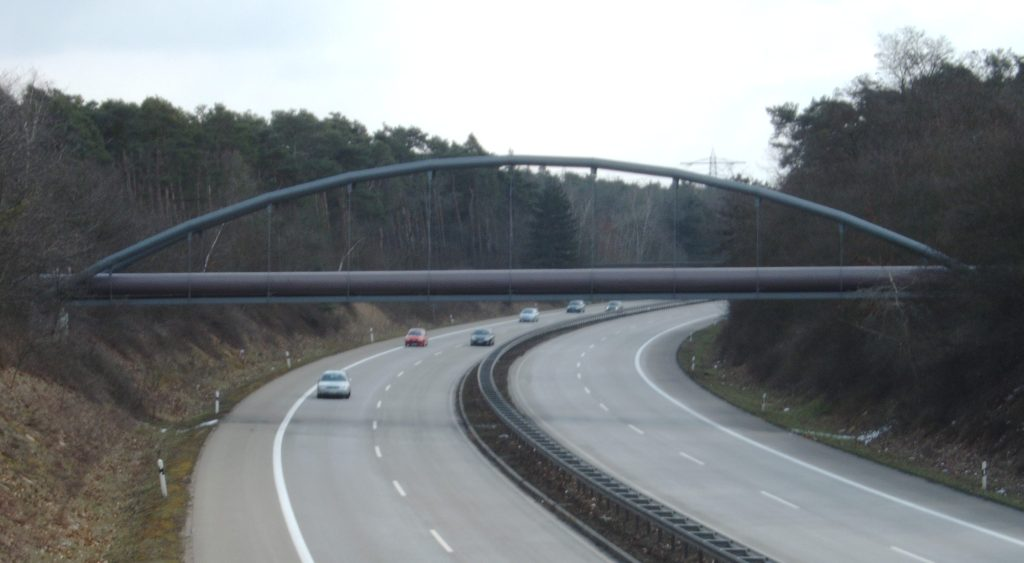
B 36 in Mannheim

Bundesstraßen können einen ähnlichen Ausbauzustand wie Autobahnen haben, man spricht dann umgangssprachlich von gelben Autobahnen. Vereinzelt sind solche Straßen sogar mit blauen Schildern als Autobahn ausgeschildert (z. B. die B 13/A 995).
Für Ortsdurchfahrten im Zuge von Bundesstraßen (aber nicht Bundesautobahnen) liegt die Baulast bei der entsprechenden Gemeinde, wenn diese mehr als 80.000 Einwohner hat. Mit Zustimmung der obersten Kommunalaufsichtsbehörde kann die Baulast jedoch bei der Gemeinde verbleiben, wenn diese unter eine Einwohnerzahl von 80.000 fällt. Außerdem können Gemeinden mit mehr als 50.000 Einwohnern mit Zustimmung der obersten Kommunalaufsichtsbehörde verlangen, dass ihr die Baulast übertragen wird. Bundesstraßen werden mit einem „B“ und einer Nummer (ggf. mit Zusatz) bezeichnet (z. B. B 2, B 15n).

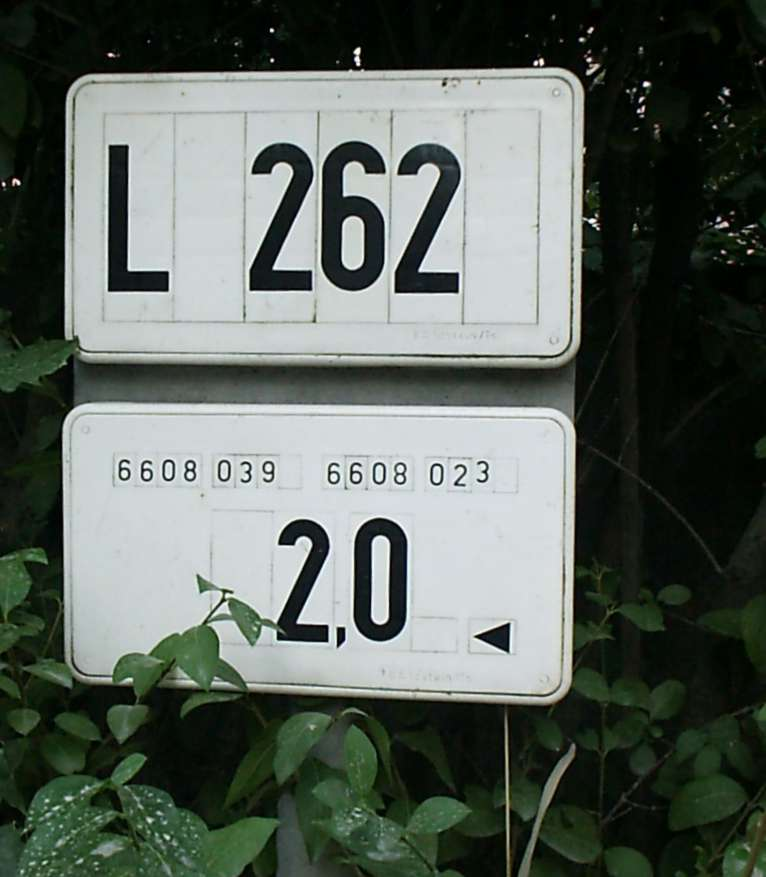
Stationszeichen bei Kilometer 2,0 an der L 262 in Landsweiler-Reden (Saar) (Landesstraße 2. Ordnung, entspricht den Kreisstraßen in anderen Bundesländern)

### Landesstraßen/Staatsstraßen
Für Landesstraßen – und in den Freistaaten Bayern und Sachsen Staatsstraßen – liegt die Straßenbaulast bei den jeweiligen Bundesländern. Sie bilden innerhalb des Landesgebietes untereinander oder zusammen mit den Bundesfernstraßen ein Verkehrsnetz und dienen überwiegend dem überregionalen Verkehr. Rechtsgrundlage sind landesrechtliche Vorschriften.
Landesstraßen werden mit ‚L‘ und einer Nummer (gegebenenfalls mit Zusatz) bezeichnet (z. B. L 1234). Staatsstraßen werden in Bayern mit ‚St‘ und einer Nummer (z. B. St 2580), in Sachsen mit ‚S‘ und einer Nummer (z. B. S 123) bezeichnet.

### Kreisstraßen
Für Kreisstraßen liegt die Straßenbaulast bei dem jeweiligen Landkreis. Sie dienen überwiegend dem Verkehr innerhalb eines Landkreises oder zwischen benachbarten Landkreisen. Rechtsgrundlage sind landesrechtliche Vorschriften.
Kreisstraßen werden in vielen Ländern mit ‚K‘ und einer Nummer bezeichnet (z. B. K 6012), in einigen Bundesländern mit dem entsprechenden Kfz-Kennzeichen (gegebenenfalls gefolgt von ‚s‘ für (kreisfreie) Stadt) und einer Nummer bezeichnet (z. B. M 123, EBE 1).

### Gemeindestraßen
Für Gemeindestraßen liegt die Straßenbaulast bei der jeweiligen Stadt oder Gemeinde. Sie dienen überwiegend dem Verkehr innerhalb einer Gemeinde (Ortsstraßen) oder zwischen benachbarten Gemeinden (Gemeindeverbindungsstraßen). Rechtsgrundlage sind landesrechtliche Vorschriften.

### Sonstige öffentliche Straßen
Zu den sonstigen öffentlichen Straßen zählen Feld- und Waldwege, beschränkt-öffentliche Wege, die einem beschränkten öffentlichen Verkehr dienen, sowie Eigentümerwege, die von den Grundstückseigentümern einem beschränkten oder unbeschränkten öffentlichen Verkehr zur Verfügung gestellt werden.

### Radwege
Straßenbegleitende Radwege sind in der Regel Teil der Straßenbaulastträgerschaft der entsprechend begleitenden Straße. Bei selbstständigen Radwegen liegen diese in der Regel in Hand der Kommunen.
Radschnellwege können in manchen Bundesländern aufgrund der überörtlichen verkehrlichen Bedeutung auch als Landes- oder Kreisstraße kategorisiert werden.

## Planerische Kriterien
Im Straßen- und Wegebau oder der Verkehrsplanung gibt es verschiedene Gesichtspunkte, nach denen das Straßennetz eingeteilt wird. So existieren beispielsweise technische Regelwerke für den Entwurf von Autobahnen (RAA), Landstraßen (RAL) oder Stadtstraßen (RASt). Einzelne Straßenverwaltungen erlassen zusätzlich eigene Regelwerke.
Die übergeordneten Richtlinien für integrierte Netzgestaltung (RIN) gliedern das Verkehrsnetz funktional. Dabei wird jedem Netzabschnitt, also auch jedem Straßenstück, eine Kategorie zugeordnet. Sie setzt sich aus der Verkehrsbedeutung (der Funktion der Verbindung im System der zentralen Orte, auch innerstädtisch) und der Art des Stücks (‚Kategoriengruppe‘) zusammen.
- Die Verbindungsfunktionsstufen reichen von 0 ‚kontinental‘ bis V ‚kleinräumig‘, was die Anbindung einzelner Grundstücke meint.
- Die Kategoriengruppe ist für jede Verkehrsart anders definiert:
  - Im Kraftverkehr unterscheidet man zwischen
    - Autobahnen (AS),
    - Landstraßen (LS),
    - anbaufreien städtischen Hauptverkehrsstraßen oder Verbindungsstraßen (VS),
    - angebauten innerstädtischen Hauptverkehrsstraßen (HS),
    - und (angebauten innerstädtischen) Erschließungsstraßen (ES).

  - Im Rad- und Fußverkehr gibt es jeweils nur zwei Kategoriengruppen:
    - außerhalb bebauter Gebiete (AR bzw. AF)
    - und innerhalb bebauter Gebiete (IR bzw. IF).

Beispiele für so gebildete Kategorien sind etwa LS II, eine sogenannte Überregionalstraße oder IR III, eine innergemeindliche Radhauptverbindung.

## Europastraßen
Bei den Europastraßen handelt es sich um ein grenzüberschreitendes Netz von Fernstraßen. Sie bilden keine eigene Straßengattung, sondern verwenden lediglich eine zusätzliche Nummerierung, die die Orientierung erleichtern soll. Europastraßen sind in der Regel Bundesautobahnen, seltener Bundesstraßen.